# Natação nos Jogos Olímpicos de Verão de 2024 - 200 m medley feminino
A prova dos 200 m medley feminino da natação nos Jogos Olímpicos de Verão de 2024 ocorreu em 2 e 3 de agosto de 2024 na Paris La Défense Arena, em Paris. Um total de 34 nadadoras de 27 Comitês Olímpicos Nacionais (CON) participaram do evento.

## Qualificação
Cada Comitê Olímpico Nacional (CON) poderia inscrever no máximo duas nadadoras qualificadas em cada evento individual, mas somente se ambas atingissem o "tempo de qualificação olímpica" (OQT). Uma nadadora por evento poderia potencialmente entrar se atingisse o "tempo de consideração olímpica" (OCT), ou se a cota total de 852 competidores não tivesse sido atingida. Os CONs também poderiam inscrever nadadoras independentemente do tempo através das vagas de universalidade, mesmo que não tenham atingindo nenhum dos tempos de inscrição padrão (OQT/OCT).
Após o fim da janela de qualificação, a World Aquatics avaliou o número de nadadores que alcançaram o OQT, o número de nadadores somente para as provas de revezamento e o número de vagas de universalidade, antes de convidar aqueles com OCT para cumprir a cota total de 852. Além disso, as vagas no OCT foram distribuídas por evento de acordo com as posições no ranking mundial durante o prazo de qualificação. Para os 200 m medley feminino, o OQT foi de 2min11s47 e o OCT de 2min12s13.

## Formato
A competição consiste em três rodadas: preliminares, semifinais e final. As nadadoras com os 16 melhores tempos nas baterias preliminares avançam às semifinais. Já as nadadoras com os 8 melhores tempos nas semifinais avançam à final. Desempates (swim-offs) são utilizados conforme necessário para quebrar os empates de avanço a próxima rodada.

## Calendário
Horário local (UTC+2)
| Data                | Horário | Fase         |
| ------------------- | ------- | ------------ |
| 2 de agosto de 2024 | 10:00   | Preliminares |
| 2 de agosto de 2024 | 19:35   | Semifinais   |
| 3 de agosto de 2024 | 17:30   | Final        |

## Medalhistas
| Ouro   | CAN Summer McIntosh |
| Prata  | USA Kate Douglass   |
| Bronze | AUS Kaylee McKeown  |

## Recordes
Antes desta competição, os recordes mundiais e olímpicos da prova eram os seguintes:
| Tipo | Atleta         | Tempo   | Local          | Data                |
| ---- | -------------- | ------- | -------------- | ------------------- |
|      | Katinka Hosszú | 2:06.12 | Cazã           | 3 de agosto de 2015 |
|      | Katinka Hosszú | 2:06.58 | Rio de Janeiro | 9 de agosto de 2016 |

## Resultados

### Preliminares
As nadadoras com os 16 melhores tempos, independente da bateria, avançam às semifinais.
| Pos. | Bateria | Raia | Nadadora            | CON                | Tempo   | Notas |
| ---- | ------- | ---- | ------------------- | ------------------ | ------- | ----- |
| 1    | 3       | 4    | Summer McIntosh     | CAN Canadá         | 2:09.90 | Q     |
| 2    | 3       | 5    | Yu Yiting           | CHN China          | 2:10.28 | Q     |
| 3    | 5       | 5    | Alexandra Walsh     | USA Estados Unidos | 2:10.48 | Q     |
| 4    | 4       | 5    | Sydney Pickrem      | CAN Canadá         | 2:10.63 | Q     |
| 5    | 4       | 4    | Kate Douglass       | USA Estados Unidos | 2:10.70 | Q     |
| 6    | 3       | 6    | Ella Ramsay         | AUS Austrália      | 2:10.75 | Q     |
| 7    | 3       | 3    | Abbie Wood          | GBR Grã-Bretanha   | 2:10.95 | Q     |
| 8    | 5       | 2    | Ye Shiwen           | CHN China          | 2:10.96 | Q     |
| 9    | 5       | 4    | Kaylee McKeown      | AUS Austrália      | 2:11.26 | Q     |
| 10   | 3       | 2    | Charlotte Bonnet    | FRA França         | 2:11.47 | Q     |
| 11   | 5       | 3    | Anastasia Gorbenko  | ISR Israel         | 2:11.53 | Q     |
| 12   | 3       | 1    | Emma Carrasco       | ESP Espanha        | 2:11.54 | Q     |
| 13   | 4       | 2    | Shiho Matsumoto     | JPN Japão          | 2:11.67 | Q     |
| 14   | 5       | 6    | Yui Ohashi          | JPN Japão          | 2:11.70 | Q     |
| 15   | 5       | 1    | Ellen Walshe        | IRL Irlanda        | 2:11.81 | Q     |
| 16   | 4       | 1    | Rebecca Meder       | RSA África do Sul  | 2:11.96 | Q     |
| 17   | 5       | 7    | Kim Seo-yeong       | KOR Coreia do Sul  | 2:12.42 |       |
| 18   | 4       | 6    | Sara Franceschi     | ITA Itália         | 2:12.88 |       |
| 18   | 4       | 7    | Freya Colbert       | GBR Grã-Bretanha   | 2:12.88 |       |
| 20   | 4       | 3    | Marrit Steenbergen  | NED Países Baixos  | 2:13.21 |       |
| 21   | 2       | 5    | Kristen Romano      | PUR Porto Rico     | 2:13.32 |       |
| 22   | 4       | 8    | Barbora Seemanová   | CZE Chéquia        | 2:13.47 |       |
| 23   | 3       | 8    | Tamara Potocká      | SVK Eslováquia     | 2:14.20 |       |
| 24   | 2       | 4    | Lena Kreundl        | AUT Áustria        | 2:15.04 |       |
| 25   | 3       | 7    | Dalma Sebestyén     | HUN Hungria        | 2:15.16 |       |
| 26   | 2       | 6    | Ieva Maļuka         | LAT Letônia        | 2:15.79 |       |
| 27   | 2       | 1    | Võ Thị Mỹ Tiên      | VIE Vietnã         | 2:17.18 |       |
| 28   | 5       | 8    | Lea Polonsky        | ISR Israel         | 2:17.53 |       |
| 29   | 2       | 2    | McKenna DeBever     | PER Peru           | 2:17.61 |       |
| 30   | 2       | 7    | Nicole Frank        | URU Uruguai        | 2:18.00 |       |
| 31   | 1       | 4    | Azzahra Permatahani | INA Indonésia      | 2:20.51 |       |
| 32   | 1       | 5    | Valerie Tarazi      | PLE Palestina      | 2:20.56 |       |
| 33   | 1       | 3    | Jayla Pina          | CPV Cabo Verde     | 2:24.51 |       |
| 34   | 2       | 3    | Han An-chi          | TPE Taipé Chinês   | DSQ     |       |

### Semifinais
As nadadoras com os oito melhores tempos, independente da bateria, avançam à final.
| Pos. | Bateria | Raia | Nadadora           | CON                | Tempo   | Notas            |
| ---- | ------- | ---- | ------------------ | ------------------ | ------- | ---------------- |
| 1    | 2       | 5    | Alexandra Walsh    | USA Estados Unidos | 2:07.45 | Q                |
| 2    | 2       | 4    | Summer McIntosh    | CAN Canadá         | 2:08.30 | Q                |
| 3    | 2       | 3    | Kate Douglass      | USA Estados Unidos | 2:08.59 | Q                |
| 4    | 2       | 6    | Abbie Wood         | GBR Grã-Bretanha   | 2:09.64 | Q                |
| 5    | 1       | 5    | Sydney Pickrem     | CAN Canadá         | 2:09.65 | Q                |
| 6    | 1       | 4    | Yu Yiting          | CHN China          | 2:09.74 | Q                |
| 7    | 2       | 2    | Kaylee McKeown     | AUS Austrália      | 2:09.97 | Q                |
| 8    | 1       | 3    | Ella Ramsay        | AUS Austrália      | 2:10.16 | Q                |
| 9    | 2       | 7    | Anastasia Gorbenko | ISR Israel         | 2:10.32 |                  |
| 10   | 1       | 6    | Ye Shiwen          | CHN China          | 2:10.45 |                  |
| 11   | 1       | 8    | Rebecca Meder      | RSA África do Sul  | 2:10.67 | Recorde nacional |
| 12   | 1       | 1    | Yui Ohashi         | JPN Japão          | 2:10.94 |                  |
| 13   | 2       | 8    | Ellen Walshe       | IRL Irlanda        | 2:11.35 |                  |
| 14   | 2       | 1    | Shiho Matsumoto    | JPN Japão          | 2:11.85 |                  |
| 15   | 1       | 7    | Emma Carrasco      | ESP Espanha        | 2:12.25 |                  |
| 16   | 1       | 2    | Charlotte Bonnet   | FRA França         | 2:12.80 |                  |

### Final
As três nadadoras mais rápidas na final conquistam as medalhas.
| Pos.              | Raia | Nadadora        | CON                | Tempo   | Notas |
| ----------------- | ---- | --------------- | ------------------ | ------- | ----- |
| Medalha de ouro   | 5    | Summer McIntosh | CAN Canadá         | 2:06.56 | ,     |
| Medalha de prata  | 3    | Kate Douglass   | USA Estados Unidos | 2:06.92 |       |
| Medalha de bronze | 1    | Kaylee McKeown  | AUS Austrália      | 2:08.08 |       |
| 4                 | 7    | Yu Yiting       | CHN China          | 2:08.49 |       |
| 5                 | 6    | Abbie Wood      | GBR Grã-Bretanha   | 2:09.51 |       |
| 6                 | 2    | Sydney Pickrem  | CAN Canadá         | 2:09.74 |       |
| 10                | 8    | Ella Ramsay     | AUS Austrália      | DNS     |       |
| 10                | 4    | Alexandra Walsh | USA Estados Unidos | DSQ     |       |

Legenda
| Recorde mundial      | Recorde mundial (World record)               |                       | Recorde africano                      | Recorde africano (African) |                                           | Q | Classificado por posição (Qualified) |
| Recorde olímpico     | Recorde olímpico (Olympic record)            | Recorde da América    | Recorde da América (Americas)         | q                          | Classificado por melhor tempo (Qualified) |   |                                      |
| Melhor marca do ano  | Melhor marca do ano (World leading)          | Recorde asiático      | Recorde asiático (Asian)              | DNS                        | Não largou (Did not start)                |   |                                      |
| Recorde nacional     | Recorde nacional (National record)           | Recorde europeu       | Recorde europeu (European)            | DNF                        | Não terminou (Did not finish)             |   |                                      |
| Recorde pessoal      | Recorde pessoal do atleta (Personal best)    | Recorde da Oceania    | Recorde da Oceania (Oceania)          | DSQ / DQ                   | Desclassificado (Disqualified)            |   |                                      |
| Recorde da temporada | Recorde da temporada do atleta (Season best) | Recorde sul-americano | Recorde sul-americano (South America) | NM                         | Sem marca (No mark)                       |   |                                      |